# Carlos Cézar
Carlos Cézar de Souza (Ribeirão Preto, 6 de outubro de 1938 — Ribeirão Preto, 1 de abril de 2011), mais conhecido por Carlos Cézar, ou por seu apelido, Canhotinha de Ouro, foi um futebolista brasileiro que atuou como atacante.
Destacou-se no  Comercial FC, sendo eleito pela torcida e imprensa da cidade um dos maiores jogadores da história do clube.

## Biografia

### Juventude
Carlos Cézar começou a jogar futebol em 1952 no time amador Parque Infantil, do bairro Ipiranga. Transferiu-se para o Botafogo FC, o maior rival do Comercial, mas, por falta de oportunidade, foi para a Portuguesa de Ribeirão em 1954, e depois para o Juventus, também de Ribeirão Preto, em 1955. Em 1956, foi para o Comercial.

### Carreira profissional
Profissionalmente, estreou pelo Comercial em 3 de junho de 1956, contra o GE Catanduvense. Ajudou o Comercial a ser campeão paulista da série A2 em 1958.
Jogou depois pelo São Paulo, mas retornou ao Comercial onde já era ídolo. Em 1962, foi jogar no SPAL da Itália, comprado por 20 milhões de Cruzeiros. Ficou no time italiano por dois anos. Retornou ao Comercial em 1964, e fez parte do time comercialino que ficou conhecido como rolo compressor.
Passou ainda pelo Uberaba SC e pela AA Francana, mas voltou para Ribeirão Preto, onde encerrou a carreira no Comercial em setembro de 1972.

#### Homenagens
Foi homenageado pela imprensa da cidade, pelo Comercial, e teve sua biografia resumida publicada no livro Comercial - Uma Paixão Centenária, de Igor Ramos (2011).

## Títulos

### Comercial FC
- Campeonato Paulista de Futebol - Série A2: 1958
- Copa Ribeirão Preto: 1965, 1967